# Bulletin of the Brazilian Mathematical Society
Bulletin of the Brazilian Mathematical Society ist eine in englischer Sprache erscheinende mathematische Fachzeitschrift, die von der Sociedade Brasileira de Matemática  gemeinsam mit Springer Science+Business Media herausgegeben wird.
Bulletin of the Brazilian Mathematical Society. New Series erscheint seit 2002 und ist der Nachfolger von Boletim da Sociedade Brasileira de Matemática. Nova Série, die von 1989 bis 2001 erschien und ihrerseits der Nachfolger des von 1970 bis 1988 erschienenen Boletim da Sociedade Brasileira de Matemática war.